# أوسيتيا

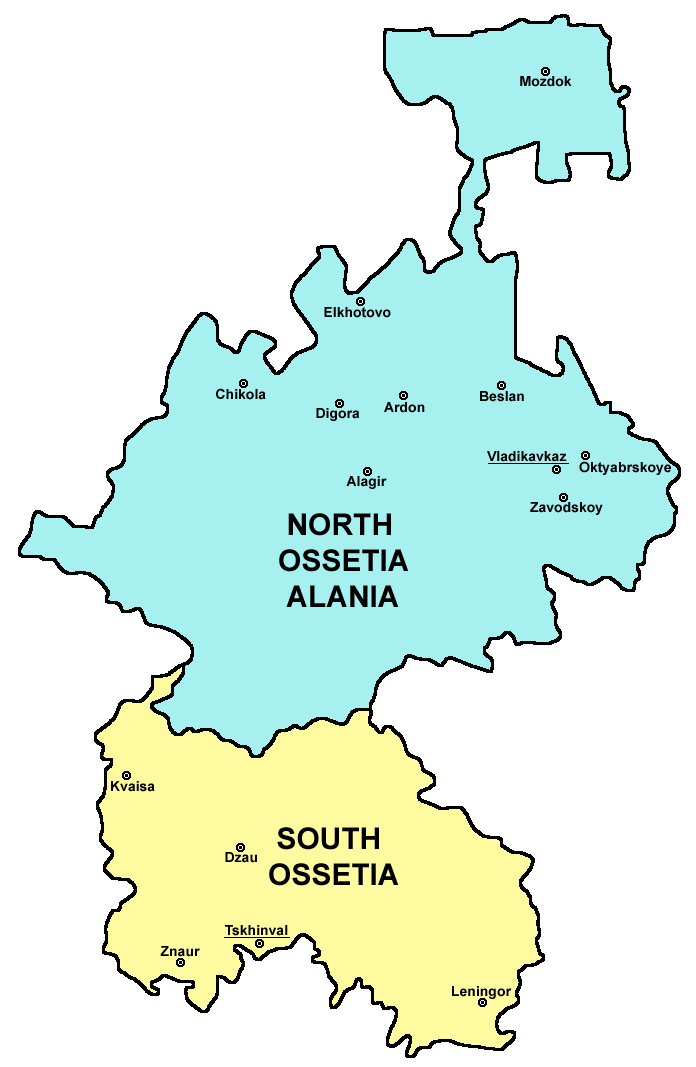
خريطة توضح أوسيتيا الشمالية والجنوبية عندما كانتا جزءًا من الاتحاد السوفيتي.

أوسيتيا هي منطقة عرقية لغوية تقع على جانبي جبال القوقاز الكبرى، ويسكنها إلى حد كبير الأوسيتيون. تعتبر اللغة الأوسيتية جزءًا من الفرع الإيراني الشرقي لعائلة اللغات الهندو أوروبية. تعترف معظم الدول بالمنطقة الناطقة بالأوسيتية جنوب سلسلة جبال القوقاز الرئيسية على أنها تقع داخل حدود جورجيا، لكنها أصبحت تحت سيطرة حكومة الأمر الواقع لجمهورية أوسيتيا الجنوبية المدعومة من روسيا. يتكون الجزء الشمالي من المنطقة من جمهورية أوسيتيا الشمالية-ألانيا داخل الاتحاد الروسي.